# آنا بي. شيبارد
آنا بي. شيبارد (بالبولندية: Anna Biedrzycka-Sheppard)‏ هي مصممة أزياء تقليدية بولندية، ولدت في 1946 في وارسو في بولندا.

## وصلات خارجية
- آنا بي. شيبارد على موقع IMDb (الإنجليزية)
- آنا بي. شيبارد على موقع أول موفي (الإنجليزية)
- آنا بي. شيبارد على موقع قاعدة بيانات الأفلام السويدية (السويدية)
- آنا بي. شيبارد على موقع قاعدة بيانات الفيلم (الإنجليزية)
- آنا بي. شيبارد على موقع كينوبويسك (الروسية)